# Hemilea nudiarista
Hemilea nudiarista är en tvåvingeart som först beskrevs av Chen 1948.  Hemilea nudiarista ingår i släktet Hemilea och familjen borrflugor. Inga underarter finns listade i Catalogue of Life.